# Arnaud Tournant
Arnaud Pierre Armand Tournant (nascido em 5 de abril de 1978) é um ciclista francês. Considerado um dos melhores de todos os tempos, Tournant já venceu quatorze vezes o Campeonato Mundial e conquistou um ouro, prata e bronze nos Jogos Olímpicos.